# Giacomo Agostini
Giacomo Agostini (* 16. června 1942 Brescia) je bývalý italský motocyklový závodník. Je historicky nejúspěšnějším účastníkem mistrovství světa silničních motocyklů; vyhrál patnáct titulů mistra světa a 122 závodů.
V závodech Grand Prix debutoval v roce 1963, kdy skončil bez bodu. O rok později skončil v kategorii do 250 cm³ na 12. místě. Od roku 1965 závodil za stáj MV Agusta, s níž se stal šestkrát mistrem světa do 350 cm³ (1968-1973) a sedmkrát mistrem světa do 500 cm³ (1966-1972). V roce 1968 vyhrál všech sedmnáct velkých cen, do kterých nastoupil. Desetkrát vyhrál silniční závod Isle of Man TT, účast v této soutěži ukončil v roce 1972, kdy při ní zahynul Gilberto Parlotti. V roce 1974 přestoupil k týmu Yamaha, kde získal titul mistra světa ve 350 cm³ 1974 a v 500 cm³ 1975. V roce 1974 vyhrál americký závod 200 mil Daytony. Kariéru ukončil roku 1977, poté startoval v automobilové sérii Formule 2 na voze Chevron, ale bez větších úspěchů. V letech 1982 až 1990 byl manažerem stáje Yamaha a dovedl ke třem titulům mistra světa v nejvyšší kubatuře Eddieho Lawsona. Roku 2003 obdržel Řád zásluh o Italskou republiku v hodnosti komtura.